# Francisco Anguita Virella
Francisco Anguita Virella (Madrid, 15 de enero de 1944) es un geólogo español, especialista en vulcanismo y planetología.

## Datos académicos
Se licencia en Ciencias Geológicas en la Universidad Complutense de Madrid en 1968, presentando una tesina titulada: "Estudio geológico de los alrededores de Canales del Ducado (Guadalajara)". En 1972, obtiene el doctorado en la misma universidad con la tesis doctoral: "La evolución magmática en el ciclo Roque Nublo (Gran Canaria)". Profesor adjunto de la Universidad Complutense de Madrid en 1972, ocupa el puesto de profesor titular en 1984, hasta su jubilación, en el año 2008. Ha formado parte de dos expediciones a la Antártida, una de ellas para investigaciones de vigilancia volcánica y otra de recogida de meteoritos.

## Otros datos
En la facultad de Ciencias Geológicas de la UCM existe desde el año 2002 el «Cross Popular Paco Anguita» organizado por los alumnos del Club Deportivo Geológicas en su honor, y que se celebra cada año en mayo. Es presidente honorario y fundador de la Asociación Española para la enseñanza de las Ciencias de la Tierra (AEPECT), y miembro activo de Amnistía Internacional.
A su actividad docente e investigadora, añade dos facetas importantes: la divulgativa, con numerosos libros y artículos, y una especial relación con el mundo de las enseñanzas medias, actuando durante muchos años como coordinador de la materia Geología, impartida en los institutos de bachillerato.

## Obra

### Libros
- Anguita, F. y Castilla, G., 2003: Crónicas del Sistema Solar. Editorial Equipo Sirius. ISBN 978-84-9549-539-6
- Anguita, F., 2002: Biografía de la Tierra: Historia de un Planeta Singular. Editorial Aguilar. ISBN 978-84-0309-277-8.
- Anguita, F., 1998: Historia de Marte, Mito, Exploración. Editorial Planeta. ISBN 978-84-0802-698-3.
- Anguita, F. y Moreno Serrano, F., 1993: Procesos Geológicos Externos y Geología Ambiental. Editorial Rueda. ISBN 978-84-7207-070-7.
- Anguita, F. y Moreno Serrano, F., 1991: Procesos Geológicos Internos. Editorial Rueda. ISBN 978-84-7207-063-9.
- Anguita, F., 1988: Origen e Historia de la Tierra. Editorial Rueda. ISBN 978-84-7207-052-3.

### Artículos científicos
- Anguita, F. et al. (2001) «Tharsis dome, Mars: New evidence for Noachian-Hesperian thick-skin and Amazonian thin-skin tectonics». Journal of Geophysical Research, 106(E4): 7577–7589 ISSN 0148-0227
- Anguita, F y Hernan, F. (2000) «The Canary Islands origin; a unifying model». Journal of Volcanology and Geothermal Research, 103: 1-26 ISSN 0377-0273
- Anguita, F.; Babin, R.; Benito, G.; Gomez, D.; Collado, A. y Rice, J.W. (2000) «Chasma Australe, Mars: Structural Framework for a Catastrophic Outflow Origin». Icarus, 144(2): 302-312 ISSN 0019-1035
- Anguita F. et al. (2000). «Tectónica de piel fina en el Domo de Tharsis, Marte: pruebas de una neotectónica marciana». En: Actas del V Congreso Geológico de España, 1: 195-198
- Márquez, A.; Verma, S.; Anguita, F.; Oyarzun, R. y Brandle, J. (1999) «Tectonics and volcanism of Sierra Chichinautzin: extension at the front of the Central Trans-Mexican Volcanic Belt». Journal of Volcanology and Geothermal Research, 93: 125-150 ISSN 0377-0273
- Anguita F. et al. (1998) «Arabia Terra, Mars: tectonic and paleoclimatic evolution of a remarkable sector of Martian lithosphere». Earth, Moon & Planets, 77: 55-72 ISSN 0167-9295
- Benito, G.; Mediavilla, F.; Fernández, M.; Márquez, A.; Martínez, J. y Anguita, F. (1997) «Chasma Boreale, Mars: A sapping and outflow channel with a tectono-thermal origin». Icarus, 129: 528-538 ISSN 0019-1035
- Anguita, F. y Hernán, F. (1975) «A propagating fracture model versus a hot spot origin for the Canary Islands». Earth and Planetary Science Letters, 27(1): 11-19 ISSN 0012-821X